# Oregoniet
Het mineraal oregoniet is een nikkel-ijzer-arsenide, met de chemische formule Ni2FeAs2. Het mineraal is staalgrijs of bruin en bezit een hexagonale kristalstructuur. Het is noch magnetisch, noch radioactief.
Oregoniet werd ontdekt in 1959 en werd vernoemd naar de Amerikaanse staat Oregon. De typelocatie is Josephine Creek in Oregon. Het wordt meestal aangetroffen in aanwezigheid van serpentiniet als kleine, granulaire eenheden.